# Luke Howard
Luke Howard (28. studenog 1772. – 21. ožujka 1864.), britanski kemičar i meteorolog amater. Najpoznatiji je po morfološkoj podjeli oblaka prema visini i obliku, koja vrijedi i danas s manjim izmjenama i doradama. Po zanimanju je bio farmaceut.

## Morfološka podjela oblaka
Prvu klasifikaciju oblaka prema izgledu izradio je Luke Howard (1803.), koji je razvrstavao oblake u 3 velike skupine: cirus, kumulus i stratus. Kombinacije tih grupa daju nove glavne vrste oblaka. Godine 1896. izrađen je prvi međunarodni atlas oblaka, pa je otada jedinstvena klasifikacija oblaka prihvaćena gotovo na čitavom svijetu. 
Osnovna podjela oblaka temelji se na činjenici da je, usprkos velikoj raznolikosti oblaka, moguće izdvojiti ograničen broj svojstvenih oblika, koji se često mogu naći u gotovo svim dijelovima svijeta. Takva podjela svojstvenih oblika sadrži podjelu na rodove, vrste i podvrste, a kao dopunu daje i odlike koje detaljnije opisuju pojedina svojstva oblaka. Druga osnovna podjela odnosi se na visinu na kojoj se pojavljuju oblaci. Opažanja su pokazala da se u troposferi oblaci pojavljuju na visinama do 18 kilometara nad tlom u tropskim, do 13 kilometara u umjerenim i do 8 kilometara u polarnim predjelima. Najdonji dio atmosfere u kojemu nastaju oblaci podijeljen je po okomici na: gornju, srednju i donju etažu. Visine pojedinih etaža zavise od zemljopisne širine. 
Tablica: približna nadmorska visina etaža oblaka:
| Etaža   | Polarna područja (km) | Umjerena područja (km) | Tropska područja (km) |
| ------- | --------------------- | ---------------------- | --------------------- |
| gornja  | od 3 do 8             | od 5 do 13             | od 6 do 18            |
| srednja | od 2 do 4             | od 2 do 7              | od 2 do 8             |
| donja   | od 0 do 2             | od 0 do 2              | od 0 do 2             |

Oblaci se prema izgledu razvrstavaju na rodove, od kojih se neki pojavljuju samo na određenim etažama. Cirus, cirokumulus i cirostratus pojavljuju se samo kao oblaci gornje etaže (visoki oblaci). Altokumulus se pojavljuje samo kao oblak srednje etaže. Stratokumulus i stratus pojavljuje se samo kao niski oblaci. Neki se rodovi oblaka pojavljuju u nekoliko etaža. Altostratus je u srednjoj, a katkad prodire i u gornju etažu. Nimbostratus je stalno u srednjoj etaži, no obično zahvaća i donju i gornju etažu. Kumulus i kumulonimbus imaju obično podnicu u donjoj etaži, no vrhovi im mogu prodrijeti u srednju, pa i gornju etažu. Taj se rod oblaka naziva i oblacima okomitog razvoja. 
U toj klasifikaciji obuhvaćeni su samo oblaci u troposferi. U stratosferi pojavljuju se katkada na visini od 22 do 29 km takozvani sedefasti oblaci, a u mezosferi na visini između 75 i 90 km svjetleći noćni oblaci. Sedefasti oblaci po obliku nalikuju cirusima i cirokumusima, a odlikuju se jakom irizacijom. Pojavljuju se kad je Sunce već pod obzorom i odražavaju njegovu svjetlost uz vrlo jaku irizaciju. Opažaju se vrlo rijetko i samo u nekim predjelima, osobito zimi u sjevernoj Europi i nad Aljaskom. Prema pojavi irizacije može se zaključiti da se ovi oblaci sastoje iz pothlađenih kapljica. Svjetleći noćni oblaci pojavljuju se također vrlo rijetko na sjevernom dijelu neba, u prvom redu između 50° i 75° sjeverne zemljopisne širine i na južnom dijelu neba između 40° i 60° južne zemljopisne širine, kad je Sunce već ispod obzora, a oblaci su još obasjani Suncem. Zlatne su ili crvenosmeđe boje blizu obzora, a više na nebu plavobijele ili sivoplave boje, povremeno i purpurne boje. Podrijetlo tih oblaka još nije razjašnjeno, no pretpostavlja se da su od ledenih kristala, vulkanskog pepela ili meteorske prašine.
Prema morfološkoj klasifikaciji postoje 4 osnovne porodice oblaka:
- visoki oblaci: cirus (Ci), cirostratus (Cs) i cirokumulus (Cc),
- srednje visoki oblaci: altostratus (As) i altokumulus (Ac),
- niski oblaci: stratokumulus (Sc), stratus (St) i nimbostratus (Ns),
- oblaci okomitog razvoja: kumulus (Cu) i kumulonimbus (Cb).